# Großdeutscher Rundfunk

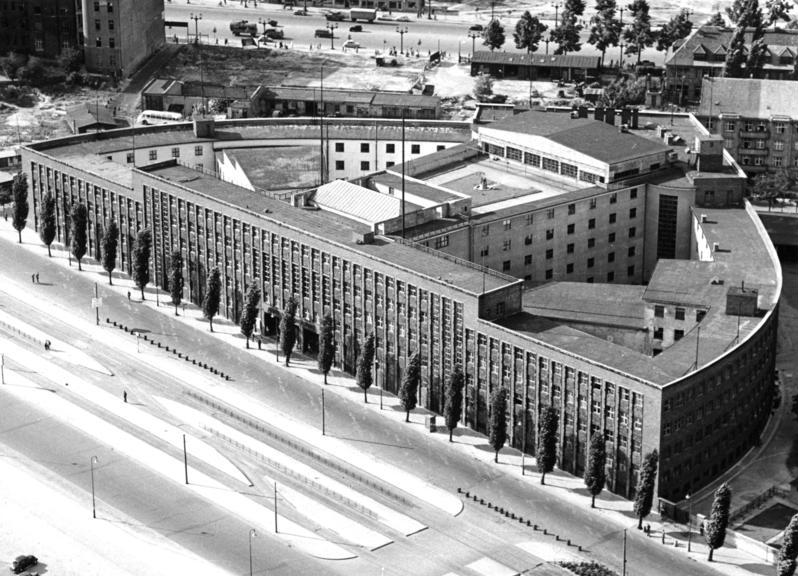
Radiohuset i Berlin, Haus des Rundfunks

Großdeutscher Rundfunk var från 1 januari 1939 till 1945 namnet på den rikstäckande rundradion i Nazityskland. 

## Historik

### Ursprung

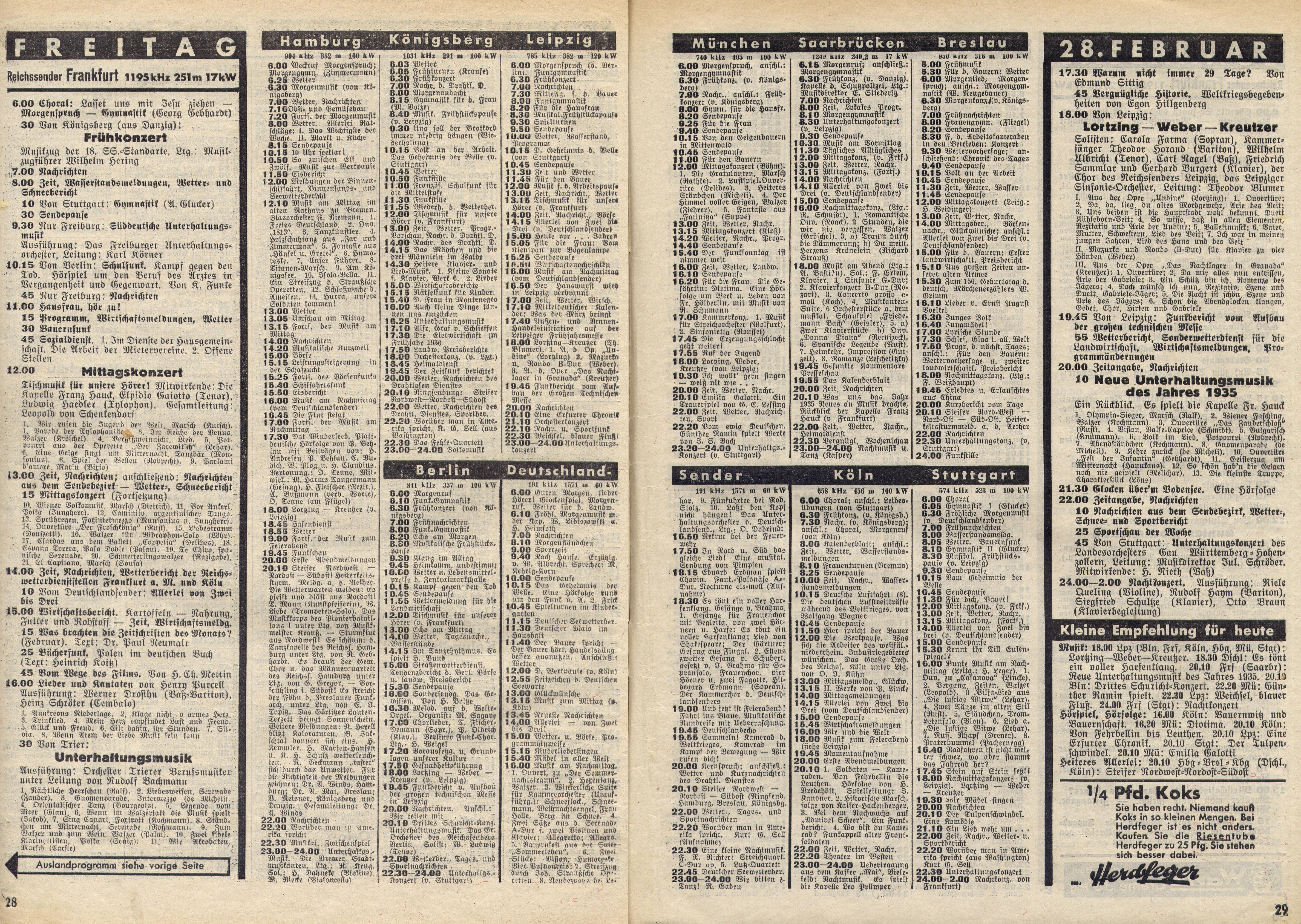
Radiotablå från 28 februari 1936

Großdeutsche Rundfunk hade sitt ursprung i Weimarrepublikens radiopolitik. Genom Zweiten Weimarer Rundfunkordnung (ung. Andra rundradiolagen) från 1932, vilken ersatte den första rundradiolagen från 1925, förstatligades och centraliserades rundradion i Weimarrepubliken. I juli 1932 övertogs delar av de 1923 och 1924 grundade nio rundradioföretagen av staten. 1925 slogs de samman till Reichs-Rundfunk-Gesellschaft (RRG).
Efter att nationalsocialisterna kommit till makten 1933 vid det så kallade maktövertagandet förblev radion en statlig angelägenhet. Tidigt såg man i radion ett viktigt centralt politiskt propagandainstrument och den underställdes Ministeriet för allmänhetens upplysning och propaganda under Joseph Goebbels. I mitten av 1933 utsågs den tidigare så kallade sändningsledaren (Sendeleiter) för radiostationen Deutschlandsender, Eugen Hadamovsky, till rikssändningsledare (Reichssendeleiter).
På detta sätt förstärktes RRG och de tidigare medlemmarna, de självständiga rundradioföretagen, upplöstes och blev 1 april 1934 Rikssändare. Hittills hade det i Tyskland funnits radiostationer i Berlin, Leipzig, Breslau, Königsberg, Hamburg, Köln, Frankfurt am Main, Saarbrücken (sedan 1935), Stuttgart und München. I och med Anschluss, det vill säga Österrikes anslutande till det tyska riket tillkom även  Reichssender Wien.

### 1939 till 1945
På initiativ av Joseph Goebbels tog riksrundradion från 1 januari 1939 namnet Großdeutscher Rundfunk. Från juni 1940 sände man två rikstäckande program till hela det tyska riket.
Riksprogrammet, Reichsprogramm, sändes över alla stora sändarstationer och slavsändare. På förmiddagen sändes lokalprogram om en-två timmars längd. Från midnatt och fram till kl 0500 eller 0600 gjorde man sändningsuppehåll. Därutöver sändes genom Deutschlandsenders försorg program från kl 1230. Då de stora sändarstationerna gjorde sändningsuppehåll till följd av fiendens flyganfall tog trådradiosändningar över. På det sättet kunde man till exempel i Hessen-Nassau lyssna till riksprogrammet på en frekvens medan man på en annan kunde höra Deutschlandsenders program.
Vid flyglarm skedde däremot endast utsändning av därmed relaterade meddelanden. I andra delar av riket, till exempel i norra Bayern, använde sig luftbevakningsförbanden i Nürnberg av nedlagda slavstationer för att meddela vilka mål som bombflyget riktade in sig på.
Efter hand som de allierade trupperna ryckte fram upphörde den ena efter den andra stationen med sina sändningar. Den sista i drift var slavstationen i Flensburg.
Därefter inrättade ockupationsmakterna egna rundradiostationer i sina respektive områden. Tills att de driftsatts svarade Radio Luxemburg via långvåg för nyhetssändningar till Tyskland.

## Sändarförteckning 1941

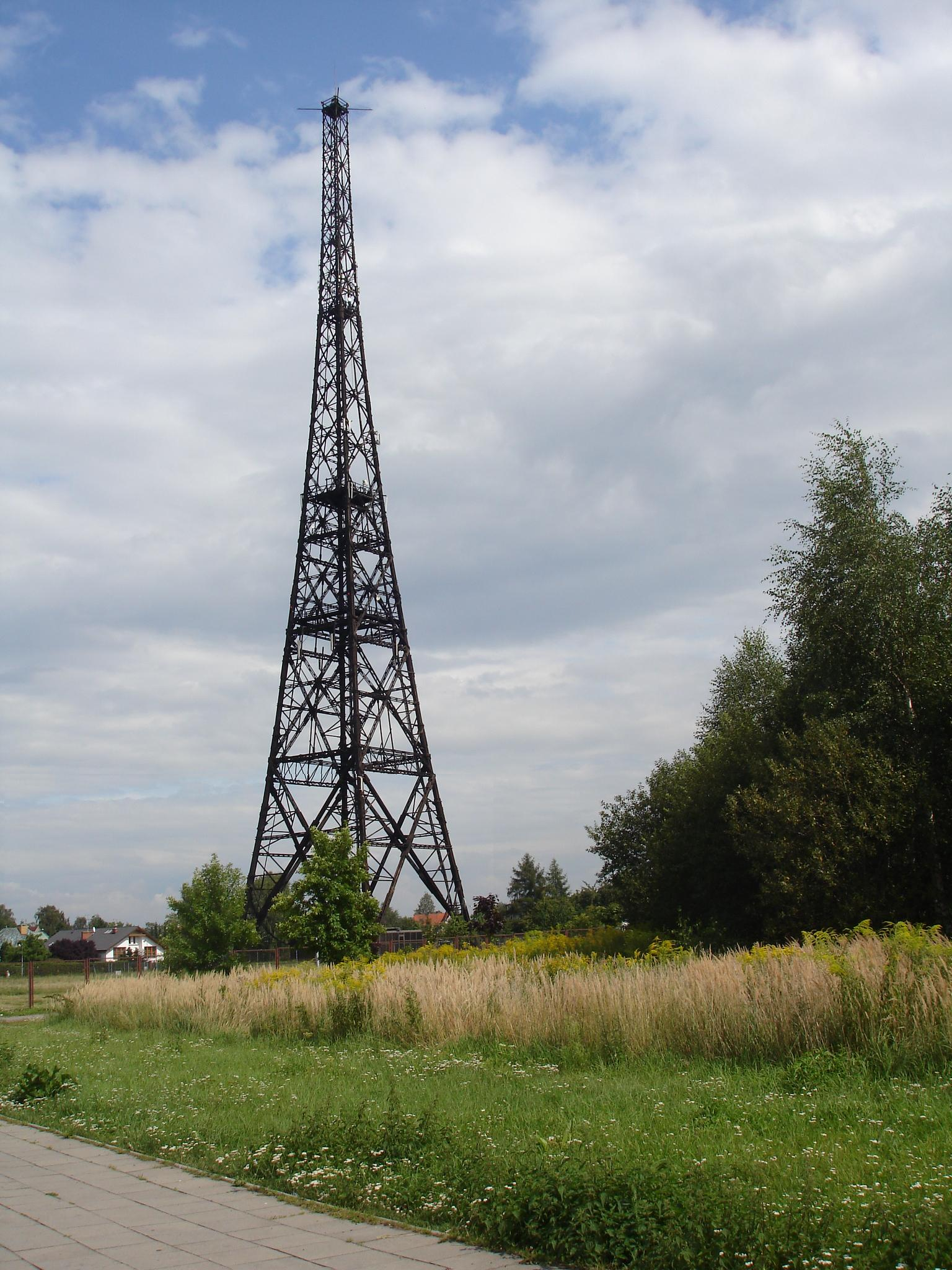
Det 111 meter höga sändartornet i Gleiwitz, byggt 1934-1935

År 1941 fanns sändare i dessa områden:
- Deutschland-Sender
- Reichssender Berlin,
- Reichssender Böhmen
- Reichssender Bremen
- Reichssender Breslau med slavsändarna Gleiwitz, Görlitz och Opava
- Reichssender Danzig med Danzig I, II och III,
- Reichssender Frankfurt (Main) med slavsändarna Kassel, Koblenz och Trier
- Reichssender Hamburg med slavsändarna Flensburg, Hannover, Unterweser, Magdeburg, Stettin och Stolp
- Reichssender Köln (Sändaren belägen i Langenberg)
- Reichssender Königsberg med slavsändarna Königsberg II (Kaliningrad) och Klaipėda
- Reichssender Leipzig med slavsändaren Dresden
- Reichssender München med slavsändarna Nürnberg, Innsbruck och Salzburg
- Reichssender Saarbrücken med slavsändaren Kaiserslautern
- Reichssender Stuttgart (Sändaren belägen i Mühlacker) med slavsändarna Bregenz och Freiburg
- Reichssender Wien med slavsändaren Linz och Graz med slavsändaren Klagenfurt

Slavsändarna som arbetade på samma frekvens var sammankopplade i ett samfrekvensnät. Utöver dessa fanns det även stora stationer (Großsender) med egna program såväl som kortvågssändare (med utlandssändningar på andra språk):
- Stationen i Böhmen-Mähren med Prag, Moldava nad Bodvou, Brno och Ostrava
- Stationen i Generalguvernementet med Warszawa I och II, Kraków, Łódź, Toruń och Poznań
- Stationen i Luxemburg